# Ятала
Ятала (англ. Yatala) — пригород Голд-Коста, в штате Квинсленд, на востоке Австралии. Он расположен в 36 километрах к юго-востоку от центра Брисбена.

## География
Пригород ограничен с севера и запада рекой Элберт, за которой находятся пригороды города Логан-Сити, входящего в агломерацию Брисбена. По восточной границе проходит тихоокеанское шоссе, за которым располагается пригород Стейпайлтон. На юге Ятала граничит с пригородами Ласкомб и Ормо.

## История
В 1868 году Артур Диксон, служащий Union Bank, приехал в Квинсленд из Южной Австралии. Он купил участок земли и назвал своё поместье Ятала в честь местности в долине реки Торренс, неподалёку от Порт-Огаста в Южной Австралии, где он жил раньше.
В 1874 году, после его смерти землю купил Уильям Уитти и продолжил использовать название Yatala.
В 1876 году здесь находились три сахарных завода, паром, гостиница, холл и ипподром.
Затем в начале XX века Ятала была заселена фермерами, многие из которых занимались молочным животноводством. В этой местности не было школы и дети посещали школу в соседнем районе Стейпайлтон.
Долгое время Ятала оставалась остановкой в пути между Брисбеном и Голд-Костом, которая была известна только пирогами "Yatala pie". Эти пироги начали делать в 1914 году, а в 2010 их назвали одной из 15 достопримечательностей штата
В 2000-х, благодаря своему географическому положению, территория пригорода стала использоваться для промышленной застройки: были построены склады, пивоварня, распределительный центр Aldi.
К 2004 году в пригороде Ятала насчитывалось более 500 предприятий.

## Население и демография
По переписи 2016 года, в Ятале проживало 1312 человек. Из них 77,4% были рождены в Австралии. Большинство иностранцев, проживающих здесь, из  Англии (5,2%) и Новой Зеландии (5,2%). Более 90% населения общаются дома на английском языке.

## Галерея

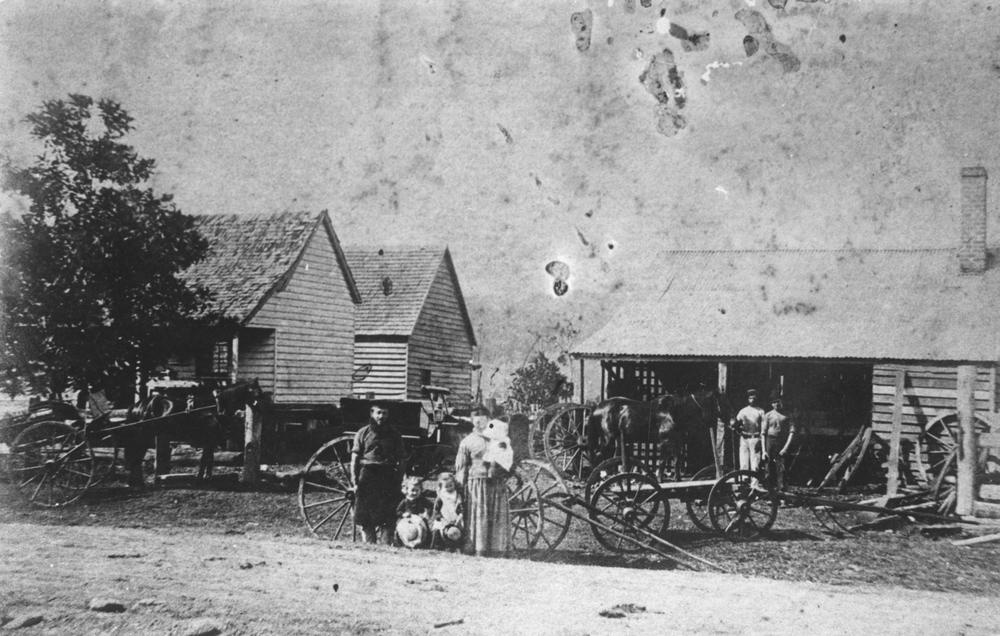
Эрнест Шнайдер и его семья перед своим предприятием в Ятале, 1890 год
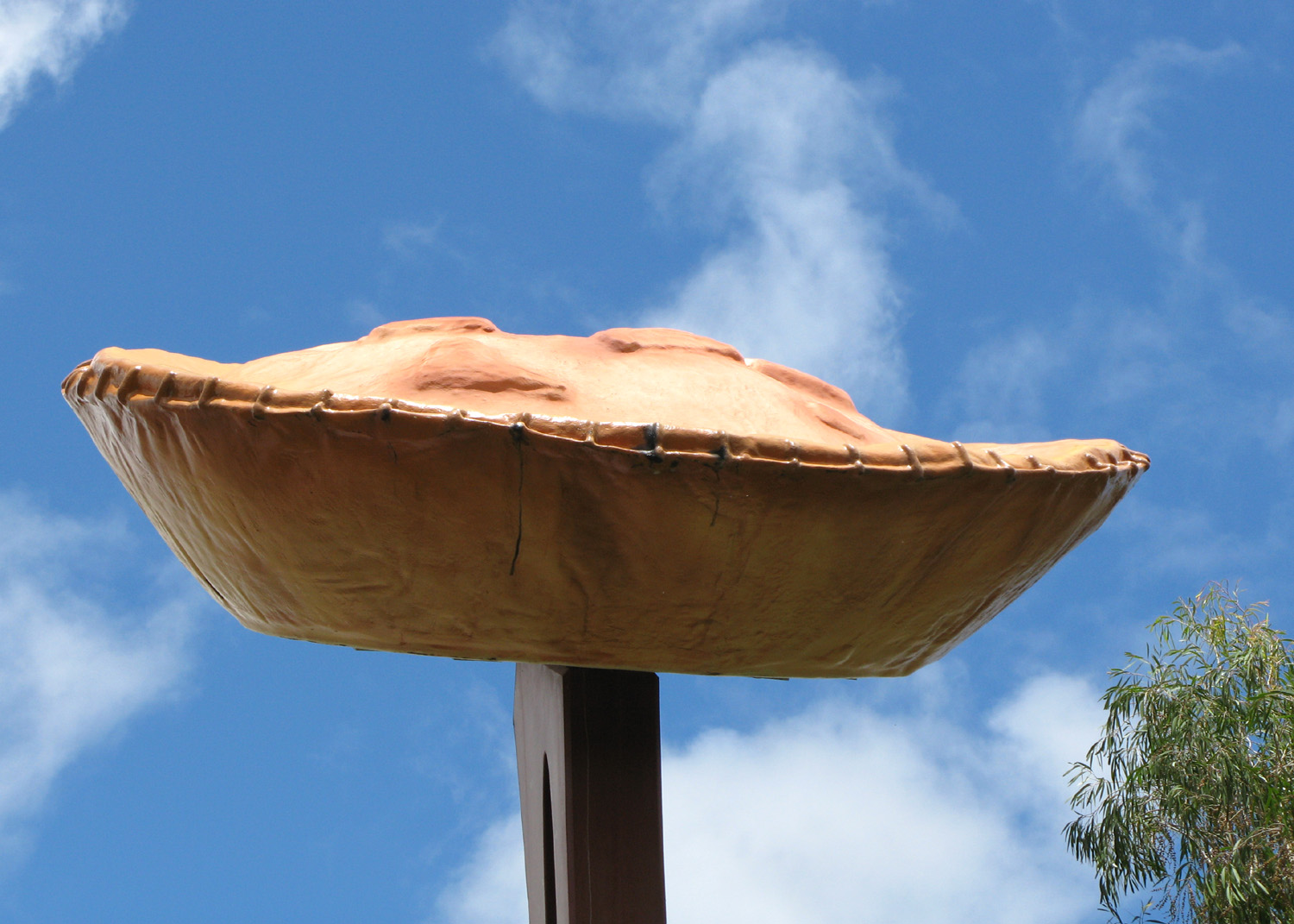
Рекламная вывеска магазина пирогов Ятала
Интерьер магазина Yatala Pie